# Brauersdorf (Pressig)
Brauersdorf ist ein Gemeindeteil des Marktes Pressig im Landkreis Kronach (Oberfranken, Bayern).

## Geographie
Das Dorf liegt östlich der Haßlach in Hanglage und ist von Acker- und Grünland umgeben. Die Kreisstraße KC 17 führt nach Rothenkirchen zur Bundesstraße 85 (0,8 km westlich) bzw. nach Marienroth (1,3 km nordöstlich). Eine Gemeindeverbindungsstraße führt ebenfalls nach Rothenkirchen zur B 85 (0,8 km nordwestlich).

## Geschichte
Der Ort wurde 1307 erstmals urkundlich erwähnt.
Gegen Ende des 18. Jahrhunderts gab es in Brauersdorf 15 Anwesen (10 Güter, 1 Dreiviertelgut, 2 halbe Güter, 1 Viertelgut sowie ein Gemeindehirtenhaus). Das Hochgericht übte das bambergische Centamt Kronach aus. Die Dorf- und Gemeindeherrschaft sowie die Grundherrschaft hatte das Kastenamt Kronach inne.
Infolge der Säkularisation kam der Ort 1803 zu Bayern. Mit dem Gemeindeedikt wurde Brauersdorf dem 1808 gebildeten Steuerdistrikt Marienroth zugewiesen. Mit dem Zweiten Gemeindeedikt (1818) entstand die Ruralgemeinde Brauersdorf. Sie war in Verwaltung und Gerichtsbarkeit dem Landgericht Teuschnitz zugeordnet und in der Finanzverwaltung dem Rentamt Rothenkirchen (1919 in Finanzamt Rothenkirchen umbenannt). 1837 wurde Brauersdorf dem Landgericht Ludwigsstadt zugewiesen. Von 1862 bis 1880 und von 1888 bis 1931 wurde Brauersdorf vom Bezirksamt Teuschnitz verwaltet, von 1880 bis 1888 und ab 1931 vom Bezirksamt Kronach (1939 in Landkreis Kronach umbenannt). Die Gerichtsbarkeit blieb beim Landgericht Ludwigsstadt (1879 in das Amtsgericht Ludwigsstadt umgewandelt, das 1956 eine Zweigstelle des Amtsgerichts Kronach wurde). Die Finanzverwaltung übernahm 1929 das Finanzamt Kronach. Die Gemeinde hatte eine Gebietsfläche von 2,178 km².
Am 1. Januar 1971 wurde Brauersdorf im Zuge der Gebietsreform in Bayern nach Rothenkirchen eingemeindet. Am 1. Mai 1978 wurde diese Gemeinde in Pressig eingegliedert.

### Baudenkmäler
- Zwei Flurkreuze
- Vier Bildstöcke

Die folgenden Häuser listete Tilmann Breuer in dem Buch Landkreis Kronach von 1964 mit ihren ursprünglichen Hausnummern auch als Kunstdenkmale auf. Sie sind in der Denkmalschutzliste nicht geführt, da sie entweder nicht aufgenommen, abgebrochen oder stark verändert wurden.
- Haus Nr. 7: Eingeschossiger, ehemaliger Wohnstallbau mit Satteldach, 18. Jahrhundert, Wohnteil verschieferter Blockbau, auf der Hofseite profilierte Balkenköpfe.[10]
- Haus Nr. 9: Eingeschossiger Wohnstallbau wohl des 18. Jahrhunderts mit Satteldach, der Wohnteil ist ein verschieferter Blockbau, auf der Hofseite befinden sich profilierte Balkenköpfe.[10]
- Haus Nr. 14: Eingeschossiger Wohnstallbau mit Satteldach, 18. Jahrhundert, Blockbau mit verschiefertem Wohnteil. Unter dem Giebel ein profiliertes Gesims, auf der Hofseite sind profilierte Balkenköpfe. Die Wohnungstür ebenso wie die Stalltür ist zweiteilig und aufgedoppelt, der Sturz der Wohnungstür ist mit „HPHBH 1817 HKZ GBM“ bezeichnet. Modernes Zwerchhaus.[10]

### Einwohnerentwicklung
| Jahr      | 1818  | 1840   | 1852   | 1855   | 1861   | 1867   | 1871   | 1875   | 1880   | 1885   | 1890   | 1895   | 1900   | 1905   | 1910   | 1919   | 1925   | 1933   | 1939   | 1946   | 1950   | 1952   | 1961  | 1970   | 1987   | 2018   |
| Einwohner | 94    | 104    | 107    | 102    | 93     | 106    | 111    | 101    | 110    | 114    | 120    | 109    | 107    | 101    | 98     | 90     | 96     | 91     | 84     | 102    | 127    | 135    | 117   | 110    | 92     | 73     |
| Häuser    | 15    |        |        |        |        |        | 15     |        |        | 16     | 16     |        | 17     |        |        |        | 15     |        |        |        | 18     |        | 20    |        | 20     |        |
| Quelle    | [ 7 ] | [ 12 ] | [ 12 ] | [ 12 ] | [ 13 ] | [ 14 ] | [ 15 ] | [ 16 ] | [ 17 ] | [ 18 ] | [ 19 ] | [ 12 ] | [ 20 ] | [ 12 ] | [ 21 ] | [ 12 ] | [ 22 ] | [ 23 ] | [ 23 ] | [ 23 ] | [ 24 ] | [ 23 ] | [ 1 ] | [ 25 ] | [ 26 ] | [ 27 ] |

## Religion
Der Ort ist römisch-katholisch geprägt und nach St. Bartholomäus (Rothenkirchen) gepfarrt.